# 新宿D×D
《新宿D×D》（日语：新宿Ｄ×Ｄ），原作為日本漫畫家安童夕馬，臺灣漫畫家彭傑作畫，友善文創（Friendly Land）協力製作。
2014年於手機漫畫app「漫畫王」上每週連載，由《講談社》發行單行本。2015年八月，官方Twitter表示單行本只會出到第三集。

## 概要
本作以繁華之城「新宿」為舞台，神秘的小診所醫生．伊達戌亥，以及新人女刑警．醍醐瑪麗亞，合力嘗試醫治新宿這個城市的「絕症」。
故事發生在伊達戌亥在某次夜間出診的路上，遇到了一位墜樓而瀕死的女子，從她手上接過了某樣物件之後，各種災厄就不斷的在伊達戌亥身邊發生……行事風格迥異的兩人，就此組成了搭檔著手醫治這個城鎮。

## 登場角色
伊達戌亥（だて いぬい、Inui Date）
本作的男主角，年齡30歲左右。
自己開設「伊達診所」的門診醫生。
醍醐瑪麗亞（醍醐まりあ、Maria Diago）
本作的女主角，25歲，巨乳。
搜查一系巡查部長，隸屬新宿歌舞伎町警察局。因為年紀輕輕常被嫌經驗不足，是第三名被派去監視伊達任務的警員。
黑木
瑪麗亞的上司。
曾經監視過伊達，據說是因為伊達涉入某件重大案件。

## 出版書籍
| 集數 | 講談社        | 講談社                 |
| 集數 | 發售日期      | ISBN                   |
| ---- | ------------- | ---------------------- |
| 1    | 2014年7月9日  | ISBN 978-406-395-140-0 |
| 2    | 2014年11月7日 | ISBN 978-406-395-236-0 |
| 3    | 2015年2月9日  | ISBN 978-406-395-317-6 |

| 集數 | DeNA          |
| 集數 | 釋出日        |
| ---- | ------------- |
| 4    | 2015年9月4日  |
| 5    | 2016年4月30日 |

## 外部連結
- 友善文創《新宿DxD》相關資訊介紹網站 （页面存档备份，存于）（中文）
- 《新宿D×D》漫畫特設介紹網站 （页面存档备份，存于）（日語）
- 漫畫王APP觀看《新宿D×D》網頁版（中文）